# Alfamayu
Alfamayu (auch: Jaya Mayu) ist eine Ortschaft im Departamento Cochabamba im südamerikanischen Andenstaat Bolivien.

## Lage im Nahraum
Alfamayu liegt in der Provinz Esteban Arce und ist der drittgrößte Ort des Cantón Quiriria im Municipio Anzaldo. Die Ortschaft liegt auf einer Höhe von 2536 m am Río Jaya Mayu, der hier in südlicher Richtung fließt und bei der Ortschaft La Viña in den Río Caine mündet. Zu Alfamayu gehört am Nordrand der Ortschaft die Bildungseinrichtung „Unidad Educativa Alfa Mayu“.

## Geographie
Alfamayu liegt im Übergangsbereich zwischen der Anden-Gebirgskette der Cordillera Central und dem bolivianischen Tiefland.
Die mittlere Durchschnittstemperatur der Region liegt bei etwa 18 °C (siehe Klimadiagramm Cochabamba) und schwankt nur unwesentlich zwischen 14 °C im Juni/Juli und 20 °C im Oktober/November. Der Jahresniederschlag beträgt nur rund 450 mm, bei einer ausgeprägten Trockenzeit von Mai bis September mit Monatsniederschlägen unter 10 mm, und einer Feuchtezeit von Dezember bis Februar mit 90 bis 120 mm Monatsniederschlag.

## Verkehrsnetz
Alfamayu liegt in einer Entfernung von 91 Straßenkilometern südöstlich von Cochabamba, der Hauptstadt des gleichnamigen Departamentos.
Von Cochabamba aus führt die asphaltierte Nationalstraße Ruta 7 in südöstlicher Richtung 18 Kilometer bis zum Staudamm von La Angostura, von dort eine Landstraße weitere 18 Kilometer nach Süden bis Tarata. Von dort aus sind es 28 Kilometer Landstraße in südöstlicher Richtung bis Anzaldo. Von Anzaldo aus folgt man der alten Landstraße Richtung Süden und erreicht Alfamayu nach siebzehn Kilometern, oder man folgt der neuen Ruta 4305 fünf Kilometer nach Westen und dann der Ruta 4306 zwölf Kilometer nach Süden, letztere berührt die Ortschaft an ihrem westlichen Rand.

## Bevölkerung
Die Einwohnerzahl der Ortschaft ist in dem Jahrzehnt zwischen den beiden letzten Volkszählungen um ein Viertel angestiegen:
| Jahr | Einwohner         | Quelle       |
| ---- | ----------------- | ------------ |
| 1992 | keine Detaildaten | Volkszählung |
| 2001 | 89                | Volkszählung |
| 2013 | 115               | Volkszählung |
| 2024 |                   | Volkszählung |

Die Region weist einen hohen Anteil an Quechua-Bevölkerung auf, im Municipio Anzaldo sprechen 99,2 Prozent der Bevölkerung Quechua.